# Selma (Texas)
Selma ist eine Stadt im US-Bundesstaat Texas und liegt rund 25 Kilometer nordöstlich von San Antonio im Süden des Bundesstaates. Das U.S. Census Bureau hat bei der Volkszählung 2020 eine Einwohnerzahl von 10.952 ermittelt.
Zwei Drittel des Stadtgebiets liegen im Bexar County, ein Viertel im Guadalupe County und der Rest im Comal County.

## Geschichte
Die 1847 gegründete Stadt hatte 2010 laut US-Statistikamt 5540 Einwohner, laut offizieller Zählung im Jahr 2000 erst 788 Einwohner.

## Wirtschaft und Infrastruktur
Aufgrund ihrer Lage ist die Stadt in drei unabhängige Schulbezirke aufgeteilt.
Ungefähr 65 % der Erwachsenen in Selma sind verheiratet; Selma gehört zu den reicheren Städten Texas’: das durchschnittliche Haushaltseinkommen lag 2000 bei 62.344 US-Dollar.
Etwa 89 % der Beschäftigten fahren mit dem Auto zur Arbeit.

### Verkehr
Die Interstate 35 führt mittig durch die Stadt.